# FA Cup 2013-14
La FA Cup 2013-14 fue la 133ª edición del torneo más antiguo de fútbol del mundo, la Copa de Inglaterra. Fue auspiciada por Budweiser por tercera temporada consecutiva. El torneo fue disputado por 737 equipos de Inglaterra y Gales, comenzando con la Ronda extra preliminar el 16 de agosto.
El campeón defensor fue el equipo de la Segunda División Wigan Athletic, que venció 1-0 al Manchester City en la final del torneo 2012-13. Wigan se convirtió en el primer equipo en ganar la FA Cup y descender de la Premier League en la misma temporada, además de haber sido la primera ocasión en la que ganaban la FA Cup en su historia. Ingresaron a la competición en la tercera ronda junto con los demás equipos de la Premier League y el Football League Championship.
El campeón de la FA Cup 2013-14 obtuvo el derecho a jugar en la fase de grupos de la Liga Europa de la UEFA 2014-15, a menos que ya hubiere clasificado para alguna competición europea debido a su posición en la liga. Si ese hubiera sido el caso, entonces el subcampeón de la competición habría tomado su lugar, pero si ya hubiese clasificado por otro medio, entonces su cupo en la fase de grupos de la Europa League sería asignado al equipo que terminase sexto en la Premier League.
La final de la FA Cup tuvo lugar en el Estadio de Wembley, Londres, el 17 de mayo de 2014.

## Calendario
| Ronda                        | Fecha de juego           | N.º de partidos | Clubes    | Nuevos participantes | Ligas de nuevos participantes                                                              |
| ---------------------------- | ------------------------ | --------------- | --------- | -------------------- | ------------------------------------------------------------------------------------------ |
| Ronda extra preliminar       | 17 de agosto de 2013     | 185             | 737 a 552 | 370                  | Niveles 9 y 10 del Sistema de ligas de fútbol de Inglaterra                                |
| Ronda preliminar             | 31 de agosto de 2013     | 160             | 552 a 392 | 135                  | Nivel 8 del Sistema de ligas de fútbol de Inglaterra                                       |
| Primera ronda clasificatoria | 14 de septiembre de 2013 | 116             | 392 a 276 | 72                   | Nivel 7 del Sistema de ligas de fútbol de Inglaterra                                       |
| Segunda ronda clasificatoria | 28 de septiembre de 2013 | 80              | 276 a 196 | 44                   | Nivel 6 del Sistema de ligas de fútbol de Inglaterra (Conference North y Conference South) |
| Tercera ronda clasificatoria |                          | 40              | 196 a 156 | Ninguno              | Ninguno                                                                                    |
| Cuarta ronda clasificatoria  |                          | 32              | 156 a 124 | 24                   | Nivel 5 del Sistema de ligas de fútbol de Inglaterra (Conference National)                 |
| Primera Ronda                | 9 de noviembre de 2013   | 40              | 124 a 84  | 48                   | Football League One y Football League Two                                                  |
| Segunda Ronda                | 7 de diciembre de 2013   | 20              | 84 a 64   | Ninguno              | Ninguno                                                                                    |
| Tercera Ronda                | 4 de enero de 2014       | 32              | 64 a 32   | 44                   | Premier League y Football League Championship                                              |
| Cuarta Ronda                 | 25 de enero de 2014      | 16              | 32 a 16   | Ninguno              | Ninguno                                                                                    |
| Quinta Ronda                 | 15 de febrero de 2014    | 8               | 16 a 8    | Ninguno              | Ninguno                                                                                    |
| Sexta Ronda                  | 8 de marzo de 2014       | 4               | 8 a 4     | Ninguno              | Ninguno                                                                                    |
| Semifinal                    | 12 y 13 de abril de 2014 | 2               | 4 a 2     | Ninguno              | Ninguno                                                                                    |
| Final                        | 17 de mayo de 2014       | 1               | 2 a 1     | Ninguno              | Ninguno                                                                                    |

## Cuadro
|  | Octavos de final       | Octavos de final  | Octavos de final |           |     | Cuartos de final | Cuartos de final | Cuartos de final |  |  | Semifinales      | Semifinales      | Semifinales      |  |  | Final      | Final      | Final      |
|  | 15-17 de febrero       | 15-17 de febrero  | 15-17 de febrero |           |     | 8 y 9 de marzo   | 8 y 9 de marzo   | 8 y 9 de marzo   |  |  | 12 y 13 de abril | 12 y 13 de abril | 12 y 13 de abril |  |  | 17 de mayo | 17 de mayo | 17 de mayo |
|  |                        |                   |                  |           |     |                  |                  |                  |  |  |                  |                  |                  |  |  |            |            |            |
|  |                        |                   |                  |           |     |                  |                  |                  |  |  |                  |                  |                  |  |  |            |            |            |
|  |                        |                   |                  |           |     |                  |                  |                  |  |  |                  |                  |                  |  |  |            |            |            |
|  | Arsenal                | 2                 |                  |           |     |                  |                  |                  |  |  |                  |                  |                  |  |  |            |            |            |
|  | Arsenal                | 2                 |                  |           |     |                  |                  |                  |  |  |                  |                  |                  |  |  |            |            |            |
|  | Liverpool              | 1                 |                  |           |     |                  |                  |                  |  |  |                  |                  |                  |  |  |            |            |            |
|  | Liverpool              | 1                 | Arsenal          | 4         |     |                  |                  |                  |  |  |                  |                  |                  |  |  |            |            |            |
|  |                        |                   |                  |           |     |                  |                  |                  |  |  |                  |                  |                  |  |  |            |            |            |
|  |                        | Everton           | 1                |           |     |                  |                  |                  |  |  |                  |                  |                  |  |  |            |            |            |
|  | Everton                | Everton           | 1                | 3         |     |                  |                  |                  |  |  |                  |                  |                  |  |  |            |            |            |
|  | Everton                |                   |                  |           |     |                  |                  |                  |  |  |                  |                  |                  |  |  |            |            |            |
|  | Swansea City           | 1                 |                  |           |     |                  |                  |                  |  |  |                  |                  |                  |  |  |            |            |            |
|  | Swansea City           | 1                 | Arsenal          | 1         | (4) |                  |                  |                  |  |  |                  |                  |                  |  |  |            |            |            |
|  |                        |                   |                  |           | (4) |                  |                  |                  |  |  |                  |                  |                  |  |  |            |            |            |
|  |                        | Wigan Athletic    | 1                | (2)       |     |                  |                  |                  |  |  |                  |                  |                  |  |  |            |            |            |
|  | Manchester City        | Wigan Athletic    | 1                | (2)       | 2   |                  |                  |                  |  |  |                  |                  |                  |  |  |            |            |            |
|  | Manchester City        |                   |                  |           | 2   |                  |                  |                  |  |  |                  |                  |                  |  |  |            |            |            |
|  | Chelsea                | 0                 |                  |           |     |                  |                  |                  |  |  |                  |                  |                  |  |  |            |            |            |
|  | Chelsea                | 0                 | Manchester City  | 1         |     |                  |                  |                  |  |  |                  |                  |                  |  |  |            |            |            |
|  |                        |                   |                  |           |     |                  |                  |                  |  |  |                  |                  |                  |  |  |            |            |            |
|  |                        | Wigan Athletic    | 2                |           |     |                  |                  |                  |  |  |                  |                  |                  |  |  |            |            |            |
|  | Cardiff City           | Wigan Athletic    | 2                | 1         |     |                  |                  |                  |  |  |                  |                  |                  |  |  |            |            |            |
|  | Cardiff City           |                   |                  |           |     |                  |                  |                  |  |  |                  |                  |                  |  |  |            |            |            |
|  | Wigan Athletic         | 2                 |                  |           |     |                  |                  |                  |  |  |                  |                  |                  |  |  |            |            |            |
|  | Wigan Athletic         | 2                 | Arsenal          | 3         |     |                  |                  |                  |  |  |                  |                  |                  |  |  |            |            |            |
|  |                        |                   |                  |           |     |                  |                  |                  |  |  |                  |                  |                  |  |  |            |            |            |
|  |                        | Hull City         | 2                |           |     |                  |                  |                  |  |  |                  |                  |                  |  |  |            |            |            |
|  | Sheffield United       | Hull City         | 2                | 3         |     |                  |                  |                  |  |  |                  |                  |                  |  |  |            |            |            |
|  | Sheffield United       |                   |                  |           |     |                  |                  |                  |  |  |                  |                  |                  |  |  |            |            |            |
|  | Nottingham Forest      | 1                 |                  |           |     |                  |                  |                  |  |  |                  |                  |                  |  |  |            |            |            |
|  | Nottingham Forest      | 1                 | Sheffield United | 2         |     |                  |                  |                  |  |  |                  |                  |                  |  |  |            |            |            |
|  |                        |                   |                  |           |     |                  |                  |                  |  |  |                  |                  |                  |  |  |            |            |            |
|  |                        | Charlton Athletic | 0                |           |     |                  |                  |                  |  |  |                  |                  |                  |  |  |            |            |            |
|  | Sheffield Wednesday    | Charlton Athletic | 0                | 1         |     |                  |                  |                  |  |  |                  |                  |                  |  |  |            |            |            |
|  | Sheffield Wednesday    |                   |                  |           |     |                  |                  |                  |  |  |                  |                  |                  |  |  |            |            |            |
|  | Charlton Athletic      | 2                 |                  |           |     |                  |                  |                  |  |  |                  |                  |                  |  |  |            |            |            |
|  | Charlton Athletic      | 2                 | Sheffield United | 3         |     |                  |                  |                  |  |  |                  |                  |                  |  |  |            |            |            |
|  |                        |                   |                  |           |     |                  |                  |                  |  |  |                  |                  |                  |  |  |            |            |            |
|  |                        | Hull City         | 5                |           |     |                  |                  |                  |  |  |                  |                  |                  |  |  |            |            |            |
|  | Brighton & Hove Albion | Hull City         | 5                | 1         | 1   |                  |                  |                  |  |  |                  |                  |                  |  |  |            |            |            |
|  | Brighton & Hove Albion |                   |                  |           | 1   |                  |                  |                  |  |  |                  |                  |                  |  |  |            |            |            |
|  | Hull City              | 1                 | 2                |           |     |                  |                  |                  |  |  |                  |                  |                  |  |  |            |            |            |
|  | Hull City              | 1                 | 2                | Hull City | 3   |                  |                  |                  |  |  |                  |                  |                  |  |  |            |            |            |
|  |                        |                   |                  |           | 3   |                  |                  |                  |  |  |                  |                  |                  |  |  |            |            |            |
|  |                        | Sunderland        | 0                |           |     |                  |                  |                  |  |  |                  |                  |                  |  |  |            |            |            |
|  | Sunderland             | Sunderland        | 0                | 1         |     |                  |                  |                  |  |  |                  |                  |                  |  |  |            |            |            |
|  | Sunderland             |                   |                  |           |     |                  |                  |                  |  |  |                  |                  |                  |  |  |            |            |            |
|  | Southampton            | 0                 |                  |           |     |                  |                  |                  |  |  |                  |                  |                  |  |  |            |            |            |

En cada llave, el equipo ubicado en la primera línea es el que ejerce la localía en el primer partido. A excepción de las semifinales y la final, en la que los partidos se juegan en el Estadio de Wembley.

## Final
| 21         | POR        | Łukasz Fabiański  |                     |  |
| 3          | DEF        | Bacary Sagna      |                     |  |
| 4          | DEF        | Per Mertesacker   |                     |  |
| 6          | DEF        | Laurent Koscielny |                     |  |
| 28         | DEF        | Kieran Gibbs      |                     |  |
| 8          | MED        | Mikel Arteta      |                     |  |
| 11         | MED        | Mesut Özil        | 106'                |  |
| 16         | MED        | Aaron Ramsey      | Jugador del partido |  |
| 19         | MED        | Santi Cazorla     | 106'                |  |
| 9          | DEL        | Lukas Podolski    | 61'                 |  |
| 12         | DEL        | Olivier Giroud    |                     |  |
| Entrenador | Entrenador | Arsène Wenger     |                     |  |

| 1          | POR        | Allan McGregor   |      |
| 2          | DEF        | Liam Rosenior    | 102' |
| 4          | DEF        | Alex Bruce       | 67'  |
| 5          | DEF        | James Chester    |      |
| 6          | DEF        | Curtis Davies    |      |
| 7          | MED        | David Meyler     |      |
| 8          | MED        | Tom Huddlestone  |      |
| 14         | MED        | Jake Livermore   |      |
| 27         | MED        | Ahmed Elmohamady |      |
| 29         | MED        | Stephen Quinn    | 75'  |
| 12         | DEL        | Matty Fryatt     |      |
| Entrenador | Entrenador | Steve Bruce      |      |

| 22 | DEL | Yaya Sanogo   | 61'  |
| 7  | MED | Tomáš Rosický | 106' |
| 10 | MED | Jack Wilshere | 106' |

| 15 | DEF | Paul McShane | 67'  |
| 24 | MED | Sone Aluko   | 75'  |
| 17 | DEL | George Boyd  | 102' |

| Anotado | 17'  | Santi Cazorla     | 1-2 |
| Anotado | 71'  | Laurent Koscielny | 2-2 |
| Anotado | 109' | Aaron Ramsey      | 3-2 |

| Anotado | 4' | James Chester | 0-1 |
| Anotado | 8' | Curtis Davies | 0-2 |

| Amonestado | 85' | Olivier Giroud |

| Amonestado | 60' | Tom Huddlestone |
| Amonestado | 70' | David Meyler    |
| Amonestado | 86' | Curtis Davies   |

|  |

|  |

| Árbitro             | Lee Probert    |
| Árbitros asistentes | Jake Collin    |
| Árbitros asistentes | Mick McDonough |
| Cuarto Árbitro      | Kevin Friend   |

| 21         | POR        | Łukasz Fabiański  |                     |  |
| 3          | DEF        | Bacary Sagna      |                     |  |
| 4          | DEF        | Per Mertesacker   |                     |  |
| 6          | DEF        | Laurent Koscielny |                     |  |
| 28         | DEF        | Kieran Gibbs      |                     |  |
| 8          | MED        | Mikel Arteta      |                     |  |
| 11         | MED        | Mesut Özil        | 106'                |  |
| 16         | MED        | Aaron Ramsey      | Jugador del partido |  |
| 19         | MED        | Santi Cazorla     | 106'                |  |
| 9          | DEL        | Lukas Podolski    | 61'                 |  |
| 12         | DEL        | Olivier Giroud    |                     |  |
| Entrenador | Entrenador | Arsène Wenger     |                     |  |

| 1          | POR        | Allan McGregor   |      |
| 2          | DEF        | Liam Rosenior    | 102' |
| 4          | DEF        | Alex Bruce       | 67'  |
| 5          | DEF        | James Chester    |      |
| 6          | DEF        | Curtis Davies    |      |
| 7          | MED        | David Meyler     |      |
| 8          | MED        | Tom Huddlestone  |      |
| 14         | MED        | Jake Livermore   |      |
| 27         | MED        | Ahmed Elmohamady |      |
| 29         | MED        | Stephen Quinn    | 75'  |
| 12         | DEL        | Matty Fryatt     |      |
| Entrenador | Entrenador | Steve Bruce      |      |

| 22 | DEL | Yaya Sanogo   | 61'  |
| 7  | MED | Tomáš Rosický | 106' |
| 10 | MED | Jack Wilshere | 106' |

| 15 | DEF | Paul McShane | 67'  |
| 24 | MED | Sone Aluko   | 75'  |
| 17 | DEL | George Boyd  | 102' |

| Anotado | 17'  | Santi Cazorla     | 1-2 |
| Anotado | 71'  | Laurent Koscielny | 2-2 |
| Anotado | 109' | Aaron Ramsey      | 3-2 |

| Anotado | 4' | James Chester | 0-1 |
| Anotado | 8' | Curtis Davies | 0-2 |

| Amonestado | 85' | Olivier Giroud |

| Amonestado | 60' | Tom Huddlestone |
| Amonestado | 70' | David Meyler    |
| Amonestado | 86' | Curtis Davies   |

|  |

|  |

| Árbitro             | Lee Probert    |
| Árbitros asistentes | Jake Collin    |
| Árbitros asistentes | Mick McDonough |
| Cuarto Árbitro      | Kevin Friend   |

|                       |
| Bandera de Inglaterra |
| Campeón               |
| Arsenal F. C.         |
| 11º título            |